# De chef (stripalbum)
De chef is het tweeëndertigste stripalbum uit de stripreeks Jeremiah. Het album is geschreven en getekend door Hermann Huppen. Van dit album verschenen tot nu toe een druk, bij uitgeverij Dupuis in de collectie Spotlight, in 2013.

## Inhoud
In een vervallen pretpark raken Kurdy en Jeremiah verwikkeld in een clanoorlog. De leider van de ene groep, Kasper, heeft besloten om definitief de macht van de straat naar zich toe te trekken en ruimt  Bento, de leider van de andere groep, uit de weg. In de bendeoorlog die daar op volgt zijn de twee vrienden geen partij, Jeremiah wil alleen zijn motor gerepareerd hebben, maar een zekere Larry heeft nog een appeltje te schillen met hem. Wanneer Jeremiah zijn motor van de reparatieplaats wil ophalen loopt hij regelrecht de ongeregeldheden tussen de clans in. En waar is Kurdy?